# Itamar (Israel)

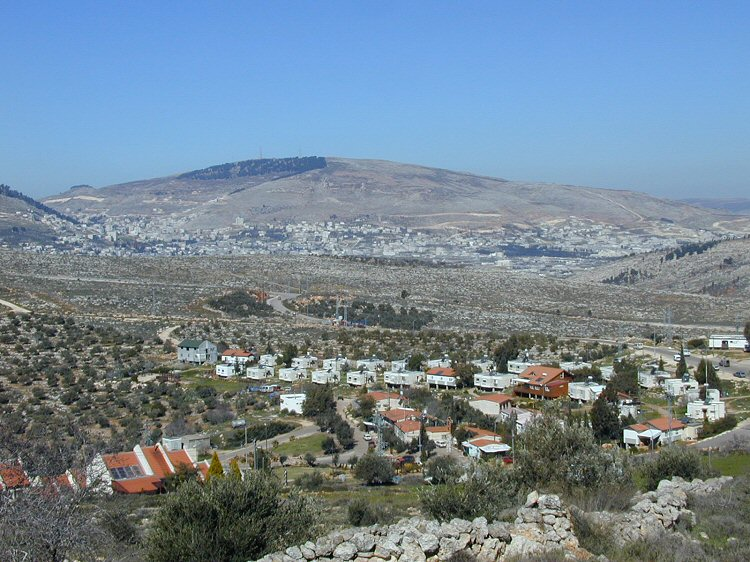
Itamar

Itamar (em hebraico:  אִיתָמָר) é um assentamento israelense localizado nas montanhas samaritanas.
A comunidade é majoritariamente formada por judeus ortodoxos, com uma população de 1032 (em 2009).